# Revolution (альбом Skillet)
Revolution (с англ. — «Революция») — двенадцатый студийный альбом христианской рок-группы Skillet. Релиз состоялся 1 ноября 2024 года. Данный альбом стал первым релизом группы на их собственном независимом лейбле Hear It Loud.

## Об альбоме
Что касается названия и тематики альбома, фронтмен Skillet Джон Купер объясняет, что «революция, о которой мы говорим на этом альбоме, не является политической, и уж точно не милитаристской, которую я никогда не поддерживал. Это революция во имя любви. Это революция в том, чтобы любить своих врагов.» На обложке альбома изображен флаг с названием группы, который держит Джон. В правом нижнем углу флага виднеется надпись «1 COR 13:13», которая является отсылкой к «Первому посланию Павла к коринфянам». Стих гласит: «Но ныне вера, надежда и любовь пребывают втроём; но самая величайшая из них — любовь». (NASB1995)

## Синглы
Лид-синглом в поддержку альбома стала песня «Unpopular». Её релиз состоялся 9 августа 2024 года, совместно с видеоклипом. В песне используется так называемый приём «tounge-in-cheek» («язык за зубами»). Джон Купер утверждает, что в данной песне, написанной на основе «ироничного» текста, говорится «мир настолько сошёл с ума, что вещи, которые мир любил стали отвратительны и безумны. И вы действительно хотели бы быть популярным в этом сумасшедшем мире? Получилось что-то вроде шуточной песни».

## Список композиций
| №                   | Название                          | Длительность |
| ------------------- | --------------------------------- | ------------ |
| 1.                  | «Showtime»                        | 3:34         |
| 2.                  | «Unpopular»                       | 3:05         |
| 3.                  | «All That Matters»                | 3:28         |
| 4.                  | «Not Afraid»                      | 3:14         |
| 5.                  | «Revolution»                      | 3:06         |
| 6.                  | «Ash In the Wind»                 | 3:52         |
| 7.                  | «Fire Inside of Me»               | 3:53         |
| 8.                  | «Defector»                        | 3:20         |
| 9.                  | «Happy Wedding Day (Alex's Song)» | 3:58         |
| 10.                 | «Death Defier»                    | 3:38         |
| Общая длительность: | Общая длительность:               | 35:01        |

## Команда, работавшая над альбомом
Основные участники
- Джон Купер — лид-вокал / бас-гитара
- Кори Купер — ритм-гитара / клавишные / синтезатор / бэк-вокал / программирование / аранжировка струнных
- Джен Леджер — ударные / бэк-вокал / сопровождающий вокал
- Сет Моррисон — соло-гитара

Производство
- Брайан Хоуз — продакшн
- Сет Мосли — продакшн / инжиниринг
- Кори Купер — продакшн песни «Ash In the Wind»
- Карло Коласакко — сведение
- Тед Дженсен — мастеринг

Дополнительный персонал
- Сет Мосли – программирование / дополнительная гитара
- Крис Марвин – бэк-вокал
- Брайан Хоуз – дополнительная гитара / дополнительный вокал